# Алгебра множеств
Алгебра множеств в теории множеств — это непустая система подмножеств некоторого множества {\displaystyle X}, замкнутая относительно операций дополнения (разности) и объединения (суммы).

## Определение
Семейство {\displaystyle {\mathfrak {A}}\subset 2^{X}} подмножеств множества {\displaystyle X} (здесь {\displaystyle 2^{X}} — булеан) называется алгеброй, если оно удовлетворяет следующим свойствам:
1. {\displaystyle \varnothing \in {\mathfrak {A}}.}
2. Если множество {\displaystyle A\in {\mathfrak {A}}}, то и его дополнение {\displaystyle X\setminus A\in {\mathfrak {A}}.}
3. Объединение двух множеств {\displaystyle A,B\in {\mathfrak {A}}} также принадлежит {\displaystyle {\mathfrak {A}}.}

## Замечания
- По определению, если алгебра содержит множество {\displaystyle A}, то она содержит и его дополнение. Объединением {\displaystyle A} с его дополнением является исходное множество {\displaystyle X}. Дополнением к множеству {\displaystyle X} является пустое множество. Это означает, что множество {\displaystyle X} и пустое множество содержится в алгебре по определению.
- В силу свойств операций над множествами, алгебра множеств также замкнута относительно пересечения и симметрической разности.
- Алгебра множеств — это частный случай алгебры с единицей, где операцией «умножения» является пересечение множеств, а операцией «сложения» является симметрическая разность.
- Если исходное множество {\displaystyle X} является пространством элементарных событий, то алгебра {\displaystyle {\mathfrak {A}}} называется алгеброй событий — ключевое понятие теории вероятностей и связанных с ней математических дисциплин, имеющее уникальную интерпретацию и играющее самостоятельную роль в математике.

## Алгебра событий
Алгебра событий (в теории вероятностей) — алгебра подмножеств пространства элементарных событий {\displaystyle \Omega }, элементами которого служат элементарные события.
Как и положено алгебре множеств, алгебра событий содержит невозможное событие (пустое множество) и замкнута относительно теоретико-множественных операций, производимых с конечным количеством множеств. Достаточно потребовать, чтобы алгебра событий была замкнута относительно двух операций, например, пересечения и дополнения, из чего сразу последует её замкнутость относительно любых других теоретико-множественных операций. Алгебра событий, замкнутая относительно теоретико-множественных операций, производимых со счётным количеством множеств, называется сигма-алгеброй событий.
В теории вероятностей встречаются следующие алгебры и сигма-алгебры событий:
- алгебра конечных подмножеств {\displaystyle \Omega };
- сигма-алгебра счётных подмножеств {\displaystyle \Omega };
- алгебра подмножеств {\displaystyle {\mathbb {R} }^{n}}, образованная конечными объединениями интервалов;
- сигма-алгебра борелевских подмножеств топологического пространства {\displaystyle \Omega }, то есть наименьшая сигма-алгебра, содержащая все открытые подмножества {\displaystyle \Omega };
- алгебра цилиндров в пространстве функций и сигма-алгебра, ими порожденная.

Событие {\displaystyle A+B} или {\displaystyle A\cup B}, заключающееся в том, что из двух событий {\displaystyle A} и {\displaystyle B} происходит по крайней мере одно, называется суммой событий {\displaystyle A} и {\displaystyle B}.
Вероятностное пространство — это алгебра событий с заданной функцией вероятности {\displaystyle \mathbb {P} }, то есть сигма-аддитивной конечной мерой, областью определения которой является алгебра событий, где {\displaystyle \mathbb {P} (\Omega )=1}.
Любая сигма-аддитивная вероятность на алгебре событий однозначно продолжается до сигма-аддитивной вероятности, определённой на сигма-алгебре событий, порожденной данной алгеброй событий.